# Rachid Boudjedra
Rachid Boudjedra (àrab: رشيد بوجدرة, Raxīd Būjadra) (Ain Beida, Algèria, 5 de setembre del 1941) és un escriptor i educador algerià.
Abans de 1982 les seves publicacions eren en francès i després es va dedicar a escriure en àrab. Va participar activament amb el moviment d'independència. Es va llicenciar en filosofia a la universitat de La Sorbonne, un cop obtingut el títol va tornar a Blida, província algeriana, on es va dedicar a l'ensenyança fins que Houari Boumédienne va pujar al poder. Arran d'això va exiliar-se a França de 1969 a 1972, i posteriorment va traslladar-se a Rabat, Marroc, fins al 1975. Les seves obres de ficció són complexes tant en l'estil com en el contingut, i amb influències de Faulkner i García Márquez.
El Repudio publicada l'any 1969 és la seva novel·la més coneguda i motiu del seu exili. El tema del qual parteix la trama és el rebuig del pare de Zahir, el protagonista, a la seva mare per casar-se en segones núpcies amb una dona més jove. És una novel·la molt dura per les referències religioses, polítiques i socials que fa. Apareix la data del 8 de maig de 1945, durant l'armistici de la Segona Guerra Mundial, on es van produir les matances de Satif en les quals els francesos van matar milers d'algerians que proclamaven la llibertat del poble. L'autor va utilitzar el francès com llengua literària a causa de la problemàtica lingüística a Algèria sota la colonització francesa, es va imposar el francès com a llengua oficial i a la vegada se'ls impedia estudiar-lo, tot això va provocar a més l'empobriment del seu dialecte i la seva identitat.

## Obres
Primeres Obres:
- Ibn Warraq, Leaving Islam: Apostates Speak Out, Prometheus (2003), ISBN 1591020689 - pp. 102–3
- Farida Abu-Haidar, Inscribing a Maghrebian Identity in French, in Maghrebian Mosaic: A Literature in Transition, ed.Mildred Mortimer (2001) consultat el at [1] Feb 27, 2007

Obres Magnes:
- Pour ne plus rêver, poèmes, dessins de Mohammed Khadda, Éditions Nationales Algéiennes, 1965; SNED, 1981.
- La Répudiation, Denoël, 1969 (ISBN 220728008X); Gallimard Folio, 1981 amb Benanteur.
- La Vie quotidienne en Algérie, Hachette, 1971.
- Naissance du cinéma algérien, Maspero, 1971.
- L'Insolation, Denoël, 1972; Gallimard Folio, 1987.
- Journal Palestinien, Hachette, 1972.
- L'Escargot entêté, Denoël, 1977.
- Topographie idéale pour une agression caractérisée, Denoël, 1975; Gallimard Folio, 1986.
- Les 1001 Années de la nostalgie, Denoël, 1979; Gallimard Folio, 1988.
- Le Vainqueur de coupe, Denoël, 1981; Gallimard Folio, 1989.
- Extinction de voix, poemes, SNED, 1981.
- Le Démantèlement, Denoël, 1982.
- La Macération, Denoël, 1984.
- Greffe, Denoël, 1985.
- La Pluie, Denoël, 1987.
- La Prise de Gibraltar, Denoël, 1987.
- Le Désordre des choses, Denoël, 1991.
- Fis de la haine, Denoël, 1992; Gallimard Folio, 1994.
- Philippe Djian, Éd. du Rocher, 1992.
- Barbès-Palace, Éd. du Rocher, 1993.
- Timimoun, Denoël, 1994; Gallimard Folio, 1985.
- Mines de rien, teatre, Denoël, 1995.
- Lettres algériennes, Grasset, 1995; Le Livre de Poche, 1997.
- La Vie à l'endroit, Grasset, 1997; Le Livre de poche 1999.
- Fascination, Grasset, 2000; Le Livre de poche 2002.
- Le Directeur des promenades, Éd. du Rocher, 2002.
- Cinq Fragments du désert, Barzakh, 2001; Éd. de l'Aube, 2002.
- Les Funérailles, Grasset, 2003.
- Peindre l'Orient, Éd. Zulma, 1996.
- Hôtel Saint Georges, Ed. Dar El-Gharb, 2007